# Archieparchia przemysko-warszawska

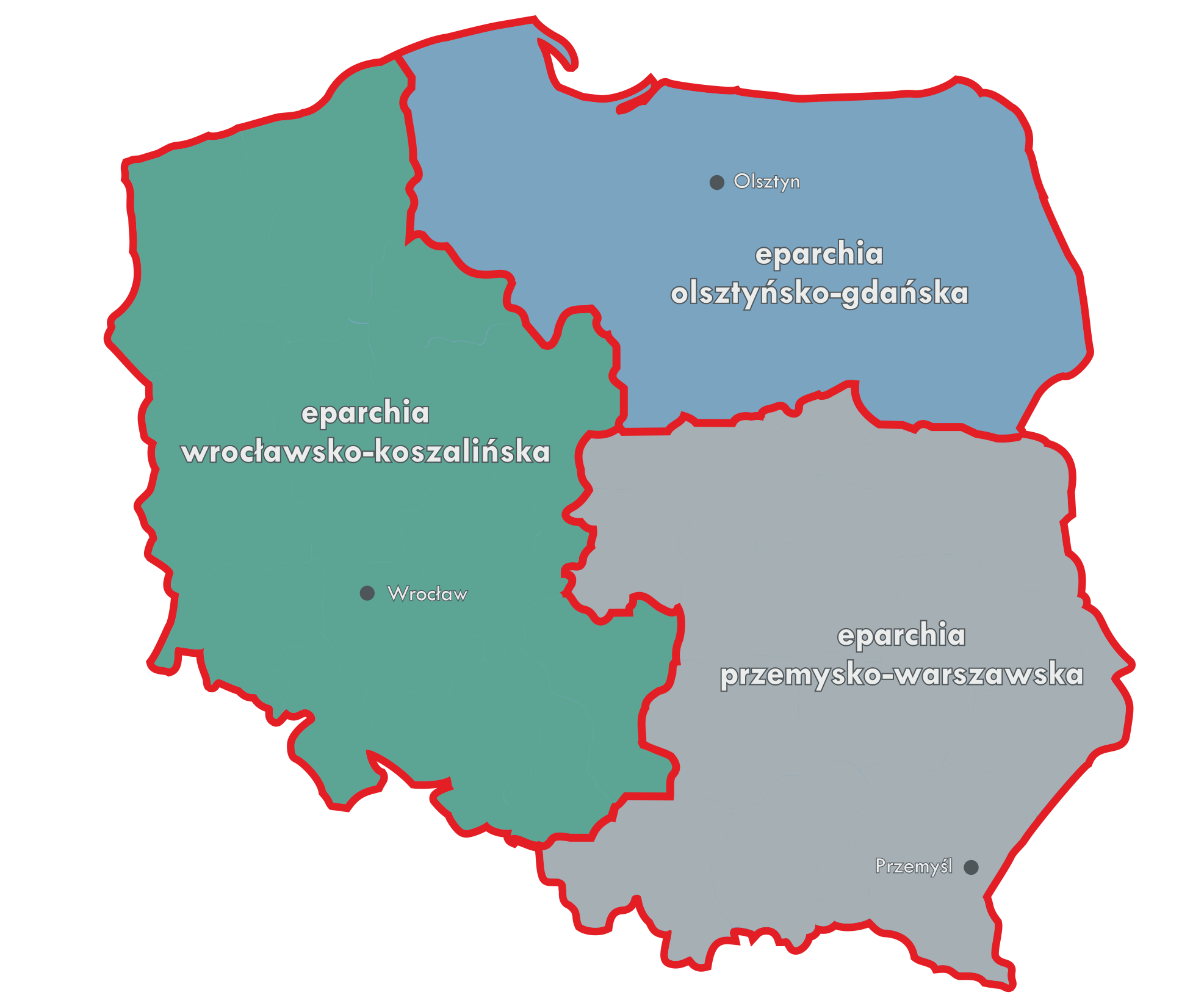
Podział Kościoła Greckokatolickiego w Polsce

Archieparchia przemysko-warszawska (łac. Archidioecesis Premisliensis-Varsaviensis ritus byzantini ucraini) – jedyna archieparchia obrządku bizantyjsko-ukraińskiego w polskim Kościele katolickim ze stolicą w Przemyślu oraz drugą co do ważności w Warszawie, ustanowiona 31 maja 1996 przez Jana Pawła II, w efekcie reorganizacji struktur Kościoła greckokatolickiego, zastąpiła dotychczasową eparchię przemyską. Graniczy z eparchią wrocławsko-koszalińską oraz eparchią olsztyńsko-gdańską.
6 lutego 2023 archieparchia przemysko-warszawska, a także cała Metropolia przemysko-warszawska, biorąc pod uwagę wcześniejszą decyzję UCGK na Ukrainie oraz opinię wyrażoną przez Delegatów Wspólnej Rady Diecezjalnej w Porszewicach w czerwcu 2022, zdecydował się na przejście na kalendarz nowojuliański od 1 września 2023
Główne świątynie
- Sobór w Przemyślu

## Biskupi
- Arcybiskup metropolita: abp Eugeniusz Popowicz (od 2015),
- Arcybiskup senior: abp Jan Martyniak (emerytowany arcybiskup metropolita przemysko-warszawski od 2015

## Obszar
Od 15 lipca 1996 do 25 listopada 2020 archieparchia obejmowała terytorium Rzeczypospolitej Polskiej po prawej (wschodniej) stronie Wisły oraz w całości miasta leżące po obu brzegach rzeki.
Od 25 listopada 2020 obejmuje terytorium pokrywające się z granicami rzymskokatolickich metropolii: przemyskiej, krakowskiej, lubelskiej, łódzkiej, warszawskiej (oprócz diecezji płockiej) oraz diecezji radomskiej z metropolii częstochowskiej.